# Decurio
Een decurio was een bevelhebber over tien man cavalerie in het Romeins leger. Iedere ala bestond uit dertig man cavalerie aangevoerd door drie decuriones waarvan de hoogste in rang de volledige ala aanvoerde.
De term decurio moet niet verward worden met de term decanus, die aan het hoofd staat van een contubernium.